# تیم ملی فوتبال زیر ۲۰ سال ونزوئلا
تیم ملی فوتبال زیر ۲۰ سال ونزوئلا (انگلیسی: Venezuela national under-20 football team) یا تیم ملی فوتبال جوانان ونزوئلا، نماینده کشور ونزوئلا در مسابقات فوتبال جوانان آمریکای جنوبی و جهان است که زیر نظر فدراسیون فوتبال ونزوئلا فعالیت می‌کند. 
از افتخارات این تیم می‌توان به کسب مقام نایب قهرمانی در جام جهانی فوتبال زیر ۲۰ سال ۲۰۱۷ و کسب ۲ مقام سومی در مسابقات فوتبال جوانان آمریکای جنوبی اشاره کرد.